# Serón (general)
Serón fue un general tracio seléucida que sirvió en el ejército del Imperio Seléucida de Antíoco IV Epífanes contra la Revuelta de los macabeos.

## Biografía
Fue un comandante seléucida de origen tracio, se lo menciona en 1 Mac 3: 13-14 comandaba alguna unidad del ejército sirio no lejos de Judea, por su rango era mayor que Apolonio. Su ubicación fue sugerida en Dora por Goldstein ( <ref>), y en Gazaro o Jammia por Bar-Kochva (1989: 133). Bar-Kochva también sugirió, de acuerdo con su nombre, que era tracio de origen, por lo que podría haber sido un comandante de una guarnición de mercenarios tracios.

## Batalla de Beth Horón (166 a.C.)
Al saber que Apolonio había perecido contra Judas Macabeo decidió darle combate con excesiva confianza, los judíos hicieron uso de su superior conocimiento del terreno, Macabeo y sus rebeldes se prepararon para tender una emboscada, pero Serón se anticipó y extendió sus fuerzas. Fue entonces cuando los macabeos exhibieron una superior habilidad táctica al diezmar la unidad del general y dar muerte al mismo Serón.